# فرودگاه کانگدینگ
فرودگاه کانگدینگ (به انگلیسی: Kangding Airport) یک فرودگاه همگانی با کد یاتا KGT است که یک باند فرود بتن دارد و طول باند آن ۴۰۰۰ متر است. این فرودگاه در کشور چین قرار دارد و در ارتفاع ۴۲۸۰ متری از سطح دریا واقع شده است.

## شرکت‌های هواپیمایی و مقصدهای پروازی
| شرکت‌های هواپیمایی  | مقصدهای پروازی                                                 |
| ------------------ | -------------------------------------------------------------- |
| هواپیمایی شرقی چین | چنگدو شوانگلیو                                                 |
| Lucky Air          | چنگدو شوانگلیو، لهاسا گونگار                                   |
| سیچوان ایرلاینز    | چنگچینگ ییانگبی، داوچنگ یادینگ، هانگجو ژیاشان، کونمینگ چانگشوی |